# 阿提克·錫南
阿提克·錫南（土耳其語：Atik Sinan）為15世紀穆罕默德二世統治時期希臘裔出身的奥斯曼帝国建築師，他名字中的稱呼「阿提克」意指自由民 。

## 生平
錫南是負責設計和興建伊斯坦堡內第一座由蘇丹親自委託建造清真寺的建筑师，該座法提赫清真寺及其庫里耶是鄂圖曼帝國蘇丹穆罕默德二世在把圣使徒教堂夷為平地後，於教堂原址上重新興建的清真寺。錫南的侄子同樣也是一名建築師，他是巴耶济德二世清真寺的建造者。傳統上認為穆罕默德二世將蒙古圣玛利亚教堂賜給了克里斯多烏洛斯（錫南的希臘名字）的母親來表達對他在建築貢獻上的感謝之意，該座教堂是伊斯坦堡唯一一座從未被改建為清真寺的教堂，這項贈禮確切記錄在巴耶济德二世的捐贈名冊內，證明克里斯多烏洛斯與他侄子因幫助帝國建造了許多冠以蘇丹之名清真寺的功勞而收到這份禮物。
在傳說故事中，由於建築師錫南未能成功讓法提赫清真寺圓頂的高度和寬度勝過建於拜占庭帝國時期的圣索菲亚大教堂，因而導致既失望又憤怒的蘇丹穆罕默德二世下令砍斷建築師的雙手，驚恐的錫南向伊斯坦堡的卡迪（伊斯蘭的宗教法官）控訴蘇丹的決定，卡迪對此裁定蘇丹的所作所為是不公正的懲罰，並判決建築師同樣可以截斷蘇丹的雙手作為回報，當錫南親眼看到蘇丹服從卡迪的判決時，這名希臘裔建築師對穆斯林的伊斯蘭教法制度感到驚奇，他選擇原諒了蘇丹，同時也決定改宗伊斯蘭教，穆罕默德二世為此賜給錫南一整條街道的房產作為其獎勵。

## 影響

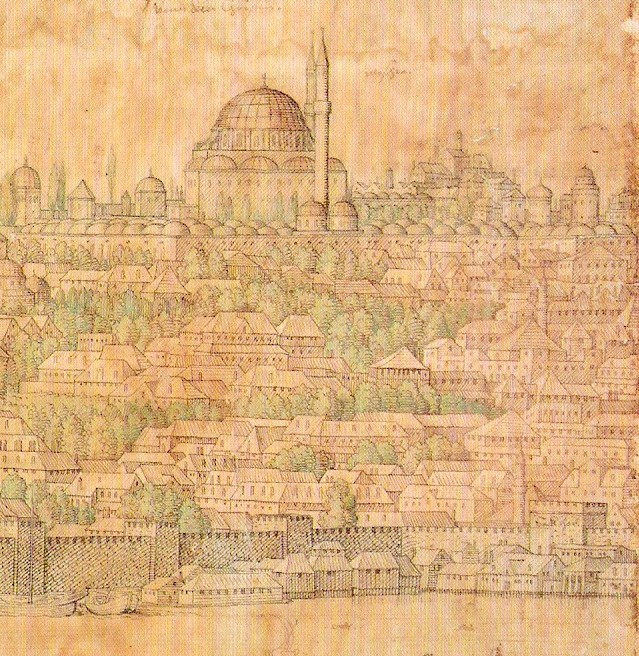
被1766年地震破壞前的法提赫清真寺外觀

阿提克·錫南親手規劃了伊斯坦堡重點歷史古蹟之一法提赫清真寺與其附屬庫里耶的建造。該座清真寺除了是伊斯坦堡第一座蘇丹委託建造的清真寺之外，它同時也是鄂圖曼帝國佔領君士坦丁堡後所展開的第一個大型工程。阿提克·錫南所建立的法提赫清真寺之名來自委託人穆罕默德二世其「征服者」的稱號，「法提赫」一詞在土耳其語中即意為征服者。
阿提克·錫南於1463年開始修築法提赫清真寺及其附屬的建築群，並在1471年順利完工。清真寺的位置處於已被毀壞的聖使徒教堂遺址上，其作為伊斯坦堡第一座清真寺的重要地位使它成為「促進城市鄂圖曼化的有力核心」。在建築結構上，阿提克·錫南從其他土耳其的清真寺和聖索菲亞大教堂汲取了相關靈感，這座清真寺的設計比起其他拜占庭式的宏偉建築設計較為簡單，基本上它僅有一座中央圓頂，並依靠位於基卜拉上方的單個半圓頂來支撐。原始的法提赫清真寺建物毀於1766年伊斯坦堡地震中，後在1771年時於蘇丹穆斯塔法二世的監督下完成大規模的修繕和重建。
法提赫清真寺的庫里耶具有重要的建築意義，阿提克·錫南於清真寺的東面與西側修建了一個龐大的附屬建築群，庫里耶內部包括一間圖書館、一座公共廚房、一家醫院、一間安養院、不少於八所的伊斯蘭學校，以及穆罕默德二世和他妻子的陵墓等建物，在綜合醫療機構內的工作人員主要以猶太裔醫生為大宗，展現出伊斯坦堡和整個鄂圖曼帝國內不同宗教與民族的融合。阿提克·錫南修建的伊斯蘭學校同時也是鄂圖曼帝國教育體系重大轉變的標誌，與位在遙遠開羅的教育機構不同，這些新設立的伊斯蘭學校成為鄂圖曼帝國首都全新的宗教和司法人才培訓中心。此外，建於法提赫清真寺內的穆罕默德二世陵寢亦是極為重要的政治象徵，陵墓不僅提高了穆罕默德二世所宣稱擁有羅馬皇帝凱薩頭銜的正當性，更進一步讓這座古老的都城「鄂圖曼帝國化」。現今所見的法提赫清真寺與其庫里耶並未完全被地震所造成的破壞摧毀殆盡，其在很大程度上仍保有阿提克·錫南所修築最初的清真寺結構。